# Julia de vicesima haeritatum
Julia de vicesima haeritatum o Julia vicesimaria va ser una llei establerta per August l'any 6 quan eren cònsols Marc Emili Lèpid i Luci Arrunci, amb la finalitat d'augmentar l'erari que llavors estava bastant exhaurit. Establia que tots els hereus o legataris abonessin al fiscus una vigèsima part de l'herència, a menys que fossin parents propers o persones pobres. Anteriorment havia existit una moderada vectigàlia sobre les herències. La llei no afectava als que no eren ciutadans romans.